# Бабайлы
Бабайлы (азерб. Babaylı) — село в административно-территориальном округе Мамедбайли Зангеланском районе Азербайджана.

## Топоним
Село Бабайлы было упомянуто в 1917 году как Баба Ягублу. Позже вторая составляющая ойконима была укорочена. Населенный пункт был основан переселенцами из села Бабайлы Южного Азербайджана в начале XIX века.

## История
В 1993 году в ходе Первой карабахской войны село перешло под контроль непризнанной НКР. Согласно резолюции СБ ООН считалось оккупированным армянскими силами.
21 октября 2020 года президент Азербайджана Ильхам Алиев объявил, что «азербайджанская армия освободила от оккупации» село Бабайлы.